# موسى التعمري
موسى محَمَّد موسى سلَيمان التَعمري (مواليد 10 يونيو 1997) هو لاعب كرة قدم أردني محترف يلعب كجناح أيمن مع ستاد رين في الدوري الفرنسي، ومنتخب الأردن لكرة القدم.
اتسمت رحلة التعمري منذ أيامه الأولى في شباب الأردن وحتى مسيرته المزدهرة على الساحة الدولية بالسرعة والمهارة، وتعكس مسيرته موهبته وإصراره المذهلين. فمن أدائه المتميز مع شباب الأردن، حيث لفت أنظار المنتخب الوطني بعد ست مباريات فقط، إلى فترة إعارته في الجزيرة؛ أكسبته مساهماته الاستثنائية الجوائز في كأس الاتحاد الآسيوي، مما لخص رحلة صعوده إلى القمة كلاعب كرة قدم.
عززت سلسلة من الإنجازات المبهرة في أندية أجنبية مثل أبويل وآود هيفرلي لوفين سمعة التعمري كلاعب من أفضل الصادرات الأردنية في عالم كرة القدم. كان انتقاله إلى نادي مونبلييه علامة فارقة تاريخية؛ الأمر الذي جعله أول أردني يلعب في الدوري الفرنسي الدرجة الأولى وهو أول لاعب أردني يسجل في الدوري الفرنسي؛

## مسيرته في الأندية

### شباب الأردن
بدأ مسيرته في شباب الأردن، وكان معروفًا بالسرعة، ولديه مهارات رائعة وحركة قدم مذهلة، وقد تم استدعاؤه من قبل المنتخب الوطني الأول بعد أول 6 مباريات له، وفاز بدرع الاتحاد الأردني لعام 2016.

#### الجزيرة (إعارة)
في سبتمبر 2017، تم إعارته إلى الجزيرة. شارك في كأس الاتحاد الآسيوي 2018 وسجل العديد من الأهداف المهمة لفريقه، وحقق درع الاتحاد الأردني لعام 2018.

### أبويل
في 28 مايو 2018، وقع التعمري عقدًا لمدة ثلاث سنوات مع النادي القبرصي أبويل مقابل 400 ألف يورو. فاز بلقب كأس السوبر القبرصي 2019، والدوري القبرصي 2018–19 وأصبح معروفًا كواحد من أفضل اللاعبين في قبرص. كما انتهى به الأمر بالفوز بجائزة أفضل لاعب في الدوري القبرصي. سجل 12 هدفا وصنع 7 أهداف في الدوري.

### آود هيفرلي لوفين
في 5 أكتوبر 2020، انضم التعمري إلى نادي آود هيفرلي لوفين في الدوري البلجيكي الممتاز بعقد مدته ثلاث سنوات، مقابل رسوم انتقال بلغت مليون يورو.

### مونبلييه
تصدر التعمري عناوين الأخبار في 11 مايو 2023 بتوقيع عقد مدته ثلاث سنوات مع نادي مونبلييه الفرنسي؛ مما مثل لحظة تاريخية كأول لاعب أردني ينضم إلى ناد يلعب في دوري الدرجة الأولى الفرنسي وأحد الدواري الخمسة الكبرى في كرة القدم في أوروبا. قبل هذه الخطوة المهمة، كان التعمري قد اجتذب اهتمام العديد من الأندية بما في ذلك ليفانتي الإسباني وبلاكبيرن الإنجليزي وفنار باغجه التركي، بالإضافة إلى فرص في الدوري الأمريكي ودوري الخليج، ومع ذلك، فقد اختار في النهاية مونبلييه، واغتنم الفرصة لعرض موهبته على المسرح الأوروبي.
بعد وصوله إلى مونبلييه، لم يضع التعمري أي وقت في إحداث تأثير؛ إذ ظهر لأول مرة في الدوري الفرنسي يوم 13 آب/أغسطس ضد لوهافر، وساهم بإحراز التعادل 2–2، وفي المباراة اللاحقة ضد ليون، أظهر التعمري براعته التهديفية بتسجيله هدفين في الفوز 4-1. هذا الإنجاز لم يضمن مكانته في كتب التاريخ كأول أردني يسجل في الدوري الفرنسي فحسب، بل أكسبه أيضًا تقديرًا من مصادر مرموقة مثل ليكيب التي ضمته إلى فريق الأسبوع.

## مسيرته الدولية

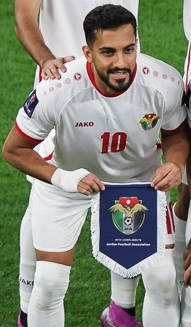
موسى التعمري مع منتخب بلاده في كأس آسيا 2023.

كانت المباراة الدولية الأولى لموسى مع الأردن ضد لبنان في 31 أغسطس 2016 وانتهت المباراة بالتعادل الإيجابي 1–1، وكان يبلغ من العمر حينها 19 عامًا فقط، ثم شارك في ست مباريات أخرى في ذلك العام. في عام 2017 سجل هدفه الأول مع الأردن في مباراة ودية ضد هونغ كونغ. تم اختيار التعمري في تشكيلة منتخب الأردن للمشاركة في كأس آسيا 2019، حيث خاض ثلاث مباريات، سجل هدفًا وصنع هدفين في البطولة.
أدى الأداء المتميز للتعمري في كانون الثاني/يناير 2024 إلى ضمان حصوله على مكان في تشكيلة الأردن المكونة من 26 لاعباً للمشاركة في كأس آسيا 2023. أظهر مهارته بتسجيله هدفين في المباراة الأولى للأردن ضد ماليزيا، ليقود فريقه للفوز بنتيجة 4-0، وطوال البطولة، حافظ التعمري على مستواه الممتاز، وسجل هدفًا وقدم تمريرة حاسمة في فوز لا يُنسى 2-0 على كوريا الجنوبية في نصف النهائي، يمثل هذا الإنجاز إنجازاً كبيراً للأردن، حيث قادهم إلى نهائي كأس آسيا لأول مرة على الإطلاق.

## أسلوب لعبه
نظرًا لكونه لاعبًا يساريًا في الجناح الأيمن، فإن التعمري لديه ميل عام للاختراق والتعامل مع اللاعبين بقدرته الرائعة على المراوغة. إن قدرته على إبقاء الكرة قريبة من قدميه حتى في الأماكن الضيقة هو ما يجعله خطيرًا للغاية عند مهاجمته لدفاعات الخصم. سرعة التعمري ومراوغاته وأسلوب لعبه العام جعلته يُقارن باللاعب الأرجنتيني ليونيل ميسي وبجناح ليفربول محمد صلاح.

## الإحصائيات

### النادي
آخر تحديث 1 أكتوبر 2020.
| النادي          | الموسم   | الدوري         | الدوري | الدوري  | الكأس  | الكأس   | الدرع  | الدرع   | كأس السوبر | كأس السوبر | قاري   | قاري    | المجموع | المجموع |
| النادي          | الموسم   | الدرجة         | الظهور | الأهداف | الظهور | الأهداف | الظهور | الأهداف | الظهور     | الأهداف    | الظهور | الأهداف | الظهور  | الأهداف |
| --------------- | -------- | -------------- | ------ | ------- | ------ | ------- | ------ | ------- | ---------- | ---------- | ------ | ------- | ------- | ------- |
| شباب الأردن     | 2016–17  | الدوري الأردني | 19     | 5       | 3      | 0       | 7      | 2       | –          | –          | –      | –       | 29      | 7       |
| الجزيرة (إعارة) | 2017–18  | الدوري الأردني | 17     | 3       | 3      | 5       | 3      | 4       | 1          | 0          | 8      | 6       | 32      | 18      |
| المجموع         | المجموع  | المجموع        | 36     | 8       | 6      | 5       | 10     | 6       | 1          | 0          | 8      | 6       | 61      | 25      |
| أبويل           | 2018–19  | الدوري القبرصي | 24     | 9       | 4      | 0       | –      | –       | 1          | 1          | 8      | 0       | 37      | 10      |
| أبويل           | 2019–20  | الدوري القبرصي | 21     | 3       | 2      | 0       | –      | –       | 0          | 0          | 12     | 0       | 35      | 3       |
| أبويل           | 2020–21  | الدوري القبرصي | 4      | 0       | 0      | 0       | –      | –       | –          | –          | 4      | 0       | 8       | 0       |
| المجموع         | المجموع  | المجموع        | 49     | 12      | 6      | 0       | –      | –       | 1          | 1          | 24     | 0       | 80      | 13      |
| الإجمالي        | الإجمالي | الإجمالي       | 85     | 20      | 12     | 5       | 10     | 6       | 2          | 1          | 32     | 6       | 141     | 38      |

### المنتخب
آخر تحديث 15 نوفمبر 2019.
| الأردن  | الأردن | الأردن  |
| العام   | الظهور | الأهداف |
| ------- | ------ | ------- |
| 2016    | 7      | 0       |
| 2017    | 9      | 3       |
| 2018    | 5      | 1       |
| 2019    | 11     | 3       |
| المجموع | 32     | 7       |

#### الأهداف الدولية
قائمة الأهداف والنتائج مع منتخب الأردن الأول.
| #  | التاريخ        | المكان                                   | الخصم     | الهدف | النتيجة | المنافسة             |
| -- | -------------- | ---------------------------------------- | --------- | ----- | ------- | -------------------- |
| 1. | 23 مارس 2017   | ستاد الملك عبد الله الثاني، عمان، الأردن | هونغ كونغ | 3–0   | 4–0     | ودية                 |
| 2. | 28 مارس 2017   | ستاد الملك عبد الله الثاني، عمان، الأردن | كمبوديا   | 6–0   | 7–0     | تصفيات كأس آسيا 2019 |
| 3. | 25 ديسمبر 2017 | ستاد الملك عبد الله الثاني، عمان، الأردن | ليبيا     | 1–0   | 1–1     | ودية                 |
| 4. | 28 ديسمبر 2018 | ملعب حمد الكبير، الدوحة، قطر             | الصين     | 1–0   | 1–1     | ودية                 |
| 5. | 10 يناير 2019  | استاد خليفة بن زايد، العين، الإمارات     | سوريا     | 1–0   | 2–0     | كأس آسيا 2019        |
| 6. | 7 يونيو 2019   | ملعب أنطون مالاتينسكو, ترنافا، سلوفاكيا  | سلوفاكيا  | 1–0   | 1–5     | ودية                 |
| 7. | 10 سبتمبر 2019 | ستاد عمان الدولي, عمان، الأردن           | باراغواي  | 1–0   | 2–4     | ودية                 |

## الإنجازات

### النادي
شباب الأردن
- درع الاتحاد الأردني: 2016

 الجزيرة
- درع الاتحاد الأردني: 2017–18

 أبويل
- الدوري القبرصي الدرجة الأولى: 2018–19
- كأس السوبر القبرصي: 2019

### الفردية
- أفضل لاعب في الدوري القبرصي: 2018–19[7]

## وصلات خارجية
- موسى التعمري على موقع الاتحاد الأوربي (الإنجليزية)
- موسى التعمري على موقع إي إس بي إن إف سي (الإنجليزية)
- موسى التعمري على موقع قاعدة بيانات كرة القدم.إي يو (الإنجليزية)
- موسى التعمري على موقع ليكيب (الفرنسية)
- موسى التعمري على موقع ناشيونال فوتبول تيمز (الإنجليزية)
- موسى التعمري على موقع Soccerbase.com (لاعب) (الإنجليزية)
- موسى التعمري على موقع Soccerway.com (الإنجليزية)
- موسى التعمري على موقع عالم كرة القدم.نت (الإنجليزية)
- موسى التعمري على موقع كووورة
- موسى التعمري على موقع AS.com (الإسبانية)

قالب:تشكيلة ستاد رين